# عباسكلا (مقاطعة تشالوس)
عباسكلا (بالفارسية: عباس‌کلا) هي قرية تقع في قسم كلارستاق الغربي الريفي (مقاطعة تشالوس) في إيران. يقدر عدد سكانها بـ 562 نسمة .